# Port lotniczy Yecheon
Port lotniczy Yecheon (IATA: YEC, ICAO: RKTY) – port lotniczy położony w mieście Yecheon, w Korei Południowej.